# Festival Internacional de Benicàssim

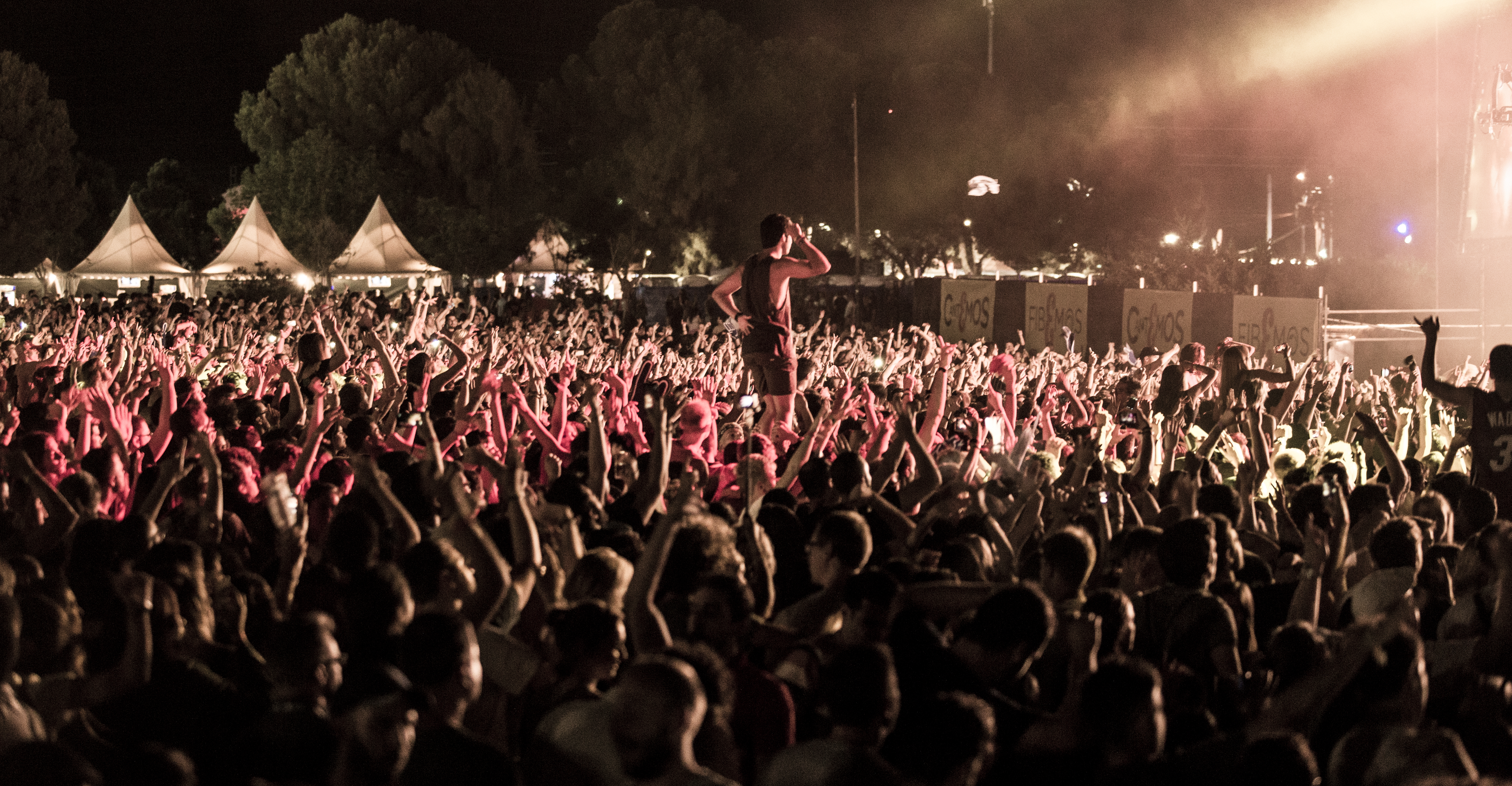
Das Publikum 2016

Das Festival Internacional de Benicàssim (FIB) ist eines der beliebtesten spanischen Musikfestivals, welches seit 1995 jährlich in der ca. 80 Kilometer nördlich von Valencia gelegenen Stadt Benicàssim stattfindet. Die enge Verknüpfung mit dem Hauptsponsor, der niederländischen Brauerei Heineken, sorgt für die offizielle Bezeichnung FIBHeineken, in Deutschland ist das Festival allerdings als Benicàssim-Festival bekannt.
Musikalisch orientiert sich das Line-Up größtenteils im Bereich der Indie- und Alternative-Szene, sowie im Genre der elektronischen Musik.
Die Dauer des Festivals beträgt inzwischen fünf Tage, wobei der erste Tag (Donnerstag) mit einem vergleichsweise eingeschränkten Programm aufwartet, und der letzte Tag (Montag) das Festival mit einer Strand-Party ausklingen lässt. Die Besucherzahl beträgt 35.000, das Areal des Festivals beträgt 90.000 Quadratmeter.
Die Konzerte und DJ-Sets finden auf einer großen Hauptbühne sowie zwei kleineren Zeltbühnen statt, die jeweils mit zwei bis drei Videowänden ausgestattet sind. Zusätzlich wird das Programm im Wechsel auf einer weiteren Videowand gezeigt, die innerhalb einer Ruhezone aufgestellt ist.
Neben dem Musikalischen Programm bietet das FIB auch Präsentationen verschiedener anderer Künste, wie Tanz, Theater, Kurzfilm oder Mode.
Der durch die geografische Lage Benicàssims gegebene Urlaubsfaktor des Festivals sorgt für ein internationales Publikum (größtenteils aus England, Frankreich und Deutschland), das schon einige Tage vor Festivalbeginn die Campingplätze besiedelt und das Stadtbild prägt. Im Jahr 2006 waren sämtliche Hotels im Umkreis von 60 Kilometern während dieser Zeit ausgebucht.